# یاکوب لارسن
یاکوب لارسن (دانمارکی: Jacob Larsen؛ زادهٔ ۱۳ ژوئن ۱۹۸۸) قایقران روئینگ اهل دانمارک است.